# Fragmento de Okazaki

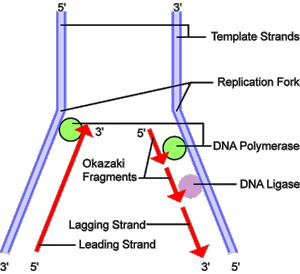
Diagrama de la replicación de ADN donde se pueden observar los fragmentos de Okazaki.

Durante la replicación de ADN, se conocen como fragmentos de Okazaki a las cadenas cortas de ADN recién sintetizadas en la hebra discontinua. Estos se sintetizan en dirección 5'→3' a partir de cebadores de ARN que después son eliminados. Los fragmentos de Okazaki se unen entre sí mediante la ADN ligasa completando la nueva cadena.
Están formados por 100 a 2000 nucleótidos en Escherichia coli y entre 100 y 200 nucleótidos en eucariotas. Están separados por cebadores de ARN de aproximadamente 10 nucleótidos de longitud.

## Proceso
En el momento de la replicación de ADN, la doble hélice alfa se abre (por actuación del enzima helicasa, que rompe los puentes de hidrógeno entre las dos hebras de ADN), formando la horquilla de replicación. A medida que la helicasa abre la cadena, se replican sus dos hebras. Cada hebra nueva de ADN empieza a partir de un cebador de ARN sintetizado por la primasa, mediante la ADN polimerasa III.
La enzima ADN polimerasa añade los nuevos nucleótidos en dirección 5'-> 3'. Como las dos cadenas son antiparalelas (tienen sentidos opuestos), en una de las cadenas la enzima actúa a medida que se abre la horquilla (cadena continua), sin embargo en la otra cadena (cadena discontinua) la adición de los nuevos nucleótidos no puede llevarse a cabo de forma continua ya que tiene el sentido 3'-> 5' y la enzima ADN pol III sólo añade nucleótidos en sentido 5'-> 3'. Para solucionar este problema, a medida que la helicasa abre la doble hélice original la enzima primasa debe agregar un ARN cebador

Replicación del ADN

en el extremo 3' de la cadena discontinua. A continuación se sintetizará ADN a partir de ese cebador hasta el ARN cebador anterior. Los cebadores de ARN son luego reemplazados por secuencias de ADN mediante la acción de la ADNpolimerasa I: Los cebadores son retirados o degradados por la ADN polimerasa I, siendo sustituidos por los desoxirribonucleótidos trifosfato (dNTP) correspondientes, en lo que se conoce como desplazamiento de la mella.
Una vez los cebadores de ARN han sido reemplazados por ADN, la ADN ligasa une los extremos de los fragmentos de Okazaki y da lugar a una cadena continua de ADN.

## Experimentos

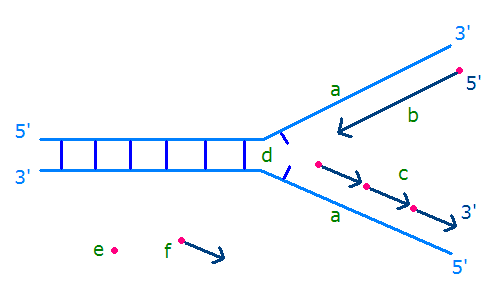
Síntesis de los fragmentos de Okazaki

El trabajo de Kiwako Sakabe y el matrimonio Okazaki (Reiji Okazaki y Tsuneko Okazaki) aportó evidencias experimentales a la hipótesis que suponía la replicación de ADN como un proceso discontinuo. Anteriormente, era comúnmente aceptado que la replicación era continua en ambas cadenas (3’ 5’ y 5’ 3’). Para indicar la orientación de una cadena de ADN o ARN, se utilizan los números 3’ y 5’, los cuales hacen referencia a la posición de los átomos de carbono dentro de la molécula de desoxirribosa en los ácidos nucléicos.
En 1967, el equipo de investigadores de Okazaki sugirieron que, al no haberse encontrado mecanismo capaz de replicar el ADN en dirección 3'->5' , la única enzima capaz de realizar el proceso es la ADN polimerasa y únicamente en el sentido 5'->3'. La hipótesis defendida por este equipo era que si el proceso era discontinuo, cadenas cortas de ADN sintetizadas en el punto de replicación en sentido 5’ 3’ podían ser unidas posteriormente.
Para distinguir experimentalmente el método de replicación del ADN, el equipo marcó radiactivamente áreas recién replicadas de cromosomas de E. coli y extrajeron el ADN. Un gran número de cadenas cortas de ADN mostraba que la replicación era discontinua. La hipótesis fue posteriormente refrendada por el descubrimiento de la ligasa, una enzima que une entre sí cortas secuencias de ADN.
En 1968, el mismo equipo propuso que si el proceso de replicación de ADN era discontinuo, y utilizaba cadenas cortas que posteriormente se unían entre sí, por la ligas, entonces cadenas cortas de ADN recién sintetizado se acumularán en la célula si se inactiva temporalmente las ligasa. Se infectaron bacterias E.coli con Bacteriófago T4 que producía ligasa sensible a la temperatura. Las células infectadas, al exponerse a altas temperaturas, acumulaban un gran número de nuevas cadenas cortas de ADN, confirmando la hipótesis propuesta. También sirvió para descartar que las cadenas observadas en el experimento anterior hubieran sido producidas durante la extracción del ADN.
Los experimentos del matrimonio Okazaki aportaron importantes avances en el conocimiento del proceso de replicación del ADN, y demostraron la existencia de cortas cadenas de nueva síntesis que, en su recuerdo, serían conocidas posteriormente como fragmentos de Okazaki..

## Enzimas involucradas en la formación de los fragmentos

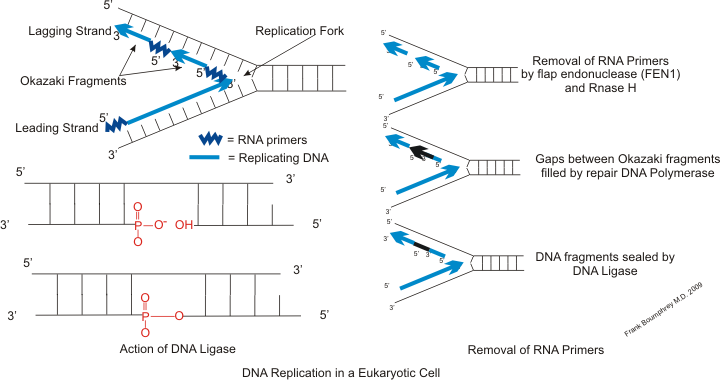

### Primasa
La primasa añade un primer de ARN en la hebra discontinua, el cual permite la síntesis de los fragmentos de Okazaki en dirección 5' 3'. Sin embargo, la primasa sintetiza los cebadores a una velocidad mucho menor a la que la ADN polimerasa sintetiza ADN en la cadena continua. Además, la ADN polimerasa de la cadena discontinua debe ser continuamente reciclada para construir los fragmentos de Okazaki a partir de cada cebador de ARN. Todo esto provoca que la velocidad de síntesis entre ambas cadenas sea muy desigual. Para solucionarlo, la primasa actúa temporalmente como señal de parada, permitiendo continuar el proceso de apertura de la horquilla de replicación. Este proceso molecular previene que una cadena adelante a la otra.

### La ADN polimerasa δ
Después de la síntesis de los primer de ARN por la primasa en la cadena discontinua, la ADN polimerasa α sintetiza los fragmentos de Okazaki.
Esta enzima también funciona como exonucleasa en sentido 3’ 5’, revisando las nuevas cadenas de ADN recién sintetizadas. Si la polimerasa encuentra un par de bases erróneo retira uno de los nucleótidos reemplazándolo por el correcto.
La tercera función de la ADN polimerasa δ es complementar la actividad de la endonucleasa FEN1. Esto implica prevenir y reparar las transversiones de bases y crear enlaces en los extremos 5' de los fragmentos de Okazaki.

### ADN ligasa I
El ADN ligasa une los diferentes fragmentos de ADN sintetizados de okazaki